# Holy Wood (In the Shadow of the Valley of Death)
Holy Wood (In the Shadow of the Valley of Death) (рус. Священный лес (в тени долины смерти)) — четвёртый студийный альбом американской рок-группы Marilyn Manson, выпущенный 11 ноября 2000 года на лейблах Nothing Records и Interscope Records. Альбом представляет собой концептуальную рок-оперу и является заключительной частью триптиха, включающего в себя альбомы Antichrist Superstar (1996 г.). Он ознаменовал возвращение к индастриал-метал-стилю, присущему ранним работам группы, после вдохновлённого глэм-рок жанром Mechanical Animals (1998). После релиза альбома Мэрилин Мэнсон заявил, что сюжет трилогии представлен в обратном порядке: таким образом, повествование начинается с альбома Holy Wood, затем продолжается в Mechanical Animals и завершается в Antichrist Superstar.
После массового убийства в школе «Колумбайн» 20 апреля 1999 года, в СМИ широко освещалась тема о том, что Эрик Харрис и Дилан Клиболд во время перестрелки носили футболки с изображением самой группы, а также о влиянии их музыки на обоих юношей. В качестве своего первого релиза после событий в школе «Колумбайн», данная запись стала опровержением обвинений выдвинутых против самого Мэнсона и его группы; вокалист описал альбом как «объявление войны». Альбом был написан певцом в его бывшем доме на Голливудских холмах и записан в разных нераскрытых местах, включавших Долину Смерти и Лорел-Каньон. Первоначально было задумано снять фильм Holy Wood, в котором бы исследовалась его предыстория, но проект был приостановлен, а позже перетёк в роман, который и по сей день не издан.
Альбом получил по большей части положительные отзывы. Некоторые журналисты высоко оценили Holy Wood как самую прекрасную работу группы, а несколько публикаций оценили её как один из лучших альбомов 2000 года. Британский рок-магазин Kerrang! включил пластинку в свой список лучших альбомов десятилетия.Альбом дебютировал под номером 13 в американском чарте Billboard 200, что по сравнению с прошлой работой Mechanical Animals, являлось плохим результатом, в основном это было обусловлено запретами продаж альбома. Тем не менее Holywood не был провальным, альбом дебютировал в двадцатке многочисленных национальных чартов, а также получила золотую сертификацию в нескольких странах, таких как: Канада, Япония, Швейцария и Великобритания.
Из альбома было выпущено три сингла: «Disposable Teens», «The Fight Song» и «The Nobodies». В поддержку релиза был также создан мировой тур Guns, God and Government Tour. К десятилетию альбома Holy Wood журнал Kerrang! опубликовал статью, в которой данный релиз был описан как «Звёздный час Мэнсона… спустя десять лет до сих пор не было столь красноречивого и дикого музыкального нападения на СМИ и культуру мейнстрима… это всё ещё актуальная и значимая работа для человека, который решил не сидеть на месте с этим альбомом, а взял и стал им размахивать».

## Предыстория и разработка
Девяносто девятый год был схожим годом с 1969, годом моего рождения. Два этих года имели много общего. Вудсток '99, стал Альтамонтом. Колумбайн стала убийцами Мэнсона нашего поколения. Вещи, случившиеся там, должны были меня заставить захотеть остановить создание собственной музыки. Вместо этого, я решил выйти и действительно наказать каждого за смелость связываться со мной. Была мощная битва впереди меня. И я хотел поучаствовать там.
 В конце 1990-х годов Мэрилин Мэнсон и его одноимённая группа зарекомендовали себя как имя нарицательное и как одну из самых противоречивых рок-групп в истории музыки Их альбомы Antichrist Superstar (1996 г.) и Mechanical Animals (1998 г.) имели как критический, так и коммерческий успех, и ко времени их тура Rock Is Dead Tour в 1999 году фронтмен стал иконоборцем культурной войны и символом сплочения отчуждённой молодёжи. По мере роста их популярности, конфронтационный характер музыки и образов группы возмутил социальных консерваторов. Многие политики лоббировали запрет их выступлений, ссылаясь на ложные и преувеличенные утверждения о том, что они содержали жертвоприношения животных, скотоложство и изнасилования. Их концерты регулярно пикетировались религиозными защитниками и родительскими группами, которые утверждали, что их музыка оказывает развращающее влияние на молодёжную культуру, провоцируя «изнасилования, убийства, богохульство и самоубийства».
20 апреля 1999 года ученики старших классов школы «Колумбайн» Эрик Харрис и Дилан Клиболд застрелили 12 учеников и учителя, а также ранили ещё 21 человека, после покончили жизнь самоубийством. После стрельбы в школе группа, как широко сообщалось, повлияла на убийства; ранние сообщения в СМИ утверждали, что стрелявшие были фанатами группы Marilyn Manson, и были одеты в футболки с принтом группы во время резни. Хотя эти утверждения позже оказались ложными, спекуляции в национальных СМИ и среди общественности продолжали обвинять музыку и образы Мэнсона в подстрекательстве Харриса и Клиболда. Более поздние сообщения показали, что эти двое не были фанатами — и, наоборот, им не нравилась музыка группы. Несмотря на это, Мэрилин Мэнсон (а также другие группы и формы развлечений, такие как фильмы и видеоигры) широко критиковались религиозными, политическими, и деятелями индустрии развлечений.
Под растущим давлением в первые дни после «Колумбайна» группа отложила свои последние пять концертов в Северной Америке в дань уважения к жертвам резни и их семьям. 29 апреля десять сенаторов США (во главе с Сэмом Браунбэком из Канзаса) направили письмо Эдгару Бронфману мл. — президенту Seagram (владельцу Interscope) — с просьбой добровольно прекратить распространение его компанией среди детей «музыки, прославляющей насилие». В письме был назван Мэрилин Мэнсон за создание песен, которые «жутко отражают» действия Харриса и Клиболда. Позже в тот же день группа отменила свои оставшиеся североамериканские концерты. Два дня спустя Мэнсон опубликовал свой ответ на эти обвинения в статье для Rolling Stone под названием «Колумбайн: чья это вина?», Где он критиковал американскую культуру оружия, политическое влияние Национальной стрелковой ассоциации и безответственное освещение в средствах массовой информации, которое, по его словам, способствовало возложению вины на козла отпущения, вместо того, чтобы обсуждать более актуальные социальные проблемы.
4 мая Комитет Сената США по торговле, науке и транспорту провёл слушания по вопросам маркетинга и распространения насильственного контента среди несовершеннолетних в индустрии телевидения, музыки, кино и видеоигр. Комитет заслушал показания бывшего министра образования (и соучредителя консервативной группы по наблюдению за жестокими развлечениями Empower America) Уильяма Беннетта, архиепископа Денвера Чарльза Дж. Шапью, профессоров и специалистов в области психического здоровья. Выступавшие критиковали группу, её партнёра по лейблу Nine Inch Nails и фильм 1999 года «Матрица» за их предполагаемый вклад в культурную среду, способствующую насилию, такую как стрельба в «Колумбайне». Комитет просил Федеральную торговую комиссию и Министерство юстиции Соединённых Штатов расследовать маркетинговую практику индустрии развлечений в отношении несовершеннолетних.
После завершения европейского и японского этапов своего тура 8 августа группа скрылась с радаров. Раннее развитие Holy Wood совпало с трёхмесячным уединением Мэнсона в его доме на Голливудских холмах, в течение которого он обдумывал, как ответить на спор. Мэнсон сказал, что весь этот водоворот событий заставил его пересмотреть свою карьеру: «Было немного трепета, когда он решил: „Стоит ли это того? Понимают ли люди то, что я пытаюсь им сказать? Мне вообще разрешат это сказать?“, Потому что у меня перед носом точно захлопнулись все двери… было не так много людей, которые стояли за моей спиной» Он сказал Alternative Press, что он чувствовал, что его безопасность была под угрозой до такой степени, что он «мог быть застрелен как Джон Леннон». Он начал работу над альбомом в качестве контратаки.

## Производство и запись

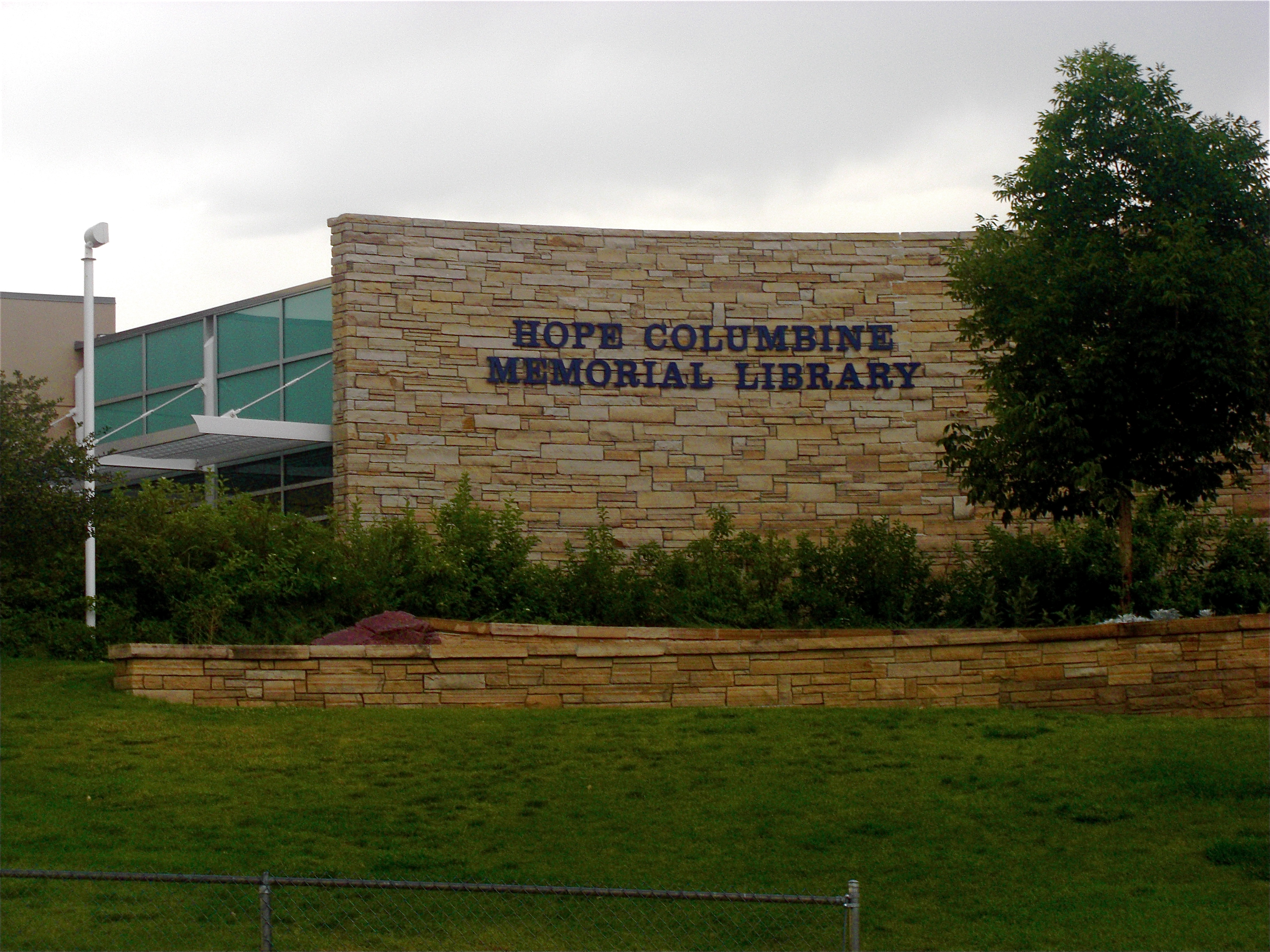
Библиотека Хоуп Колумбайн Мемориал была построена в кампусе средней школы «Колумбайн» после трагической стрельбы в школе, чтобы увековечить память жертв.

Некоторые из композиций, которые появляются на Holy Wood, датируются 1995 годом, до выхода альбома Antichrist Superstar, хотя большая часть этого материала состояла из «разрозненных идей». Мэнсон, вокалист группы, развил этот материал в более существенные композиции во время своего трёхмесячного периода уединения. После этого вся группа в течение года работала над переписыванием и разработкой материала. Эта запись является совместной работой группы на сегодняшний день; все участники внесли свой вклад в процесс написания песен. Большая часть композиционной работы была выполнена Мэнсоном вместе с гитаристами Твигги Рамирезом и Джоном 5. Вокалист сравнил свои сессии написания песен между этими двумя, назвав сессии с последними «очень сосредоточенными», заявив, что большинство их композиций будут завершены до того, как их передадут на рассмотрение остальной части группы. Напротив, его сеансы с Рамирезом были менее требовательными, и двое часто экспериментировали с абсентом. Барабанщик Джинджер Фиш постоянно работал над новым материалом, и ему приписывают исполнение клавишных и музыкальное программирование, в то время как клавишник и перкуссионист Мадонны Уэйн Гейси внёс свой вклад в такие композиции, как «„President Dead“» и «Cruci-Fiction in Space». В общей сложности группа написала 100 музыкальных набросков, из которых от 25 до 30 стали полноценными песнями.
Участники группы держались в тени во время записи альбома. Мэнсон указал, что их веб-сайт будет их «единственным контактом с человечеством» в течение этого периода. Альбом был записан в нескольких местах, включая Долину смерти, дом Мэнсона на Голливудских холмах и студию-особняк (The Mansion Studio) Рика Рубина в Лорел-Каньоне. Места были выбраны из-за атмосферы, которую они должны были передать через музыку, и группа несколько раз посещала Долину смерти, чтобы «запечатлеть ощущение пустыни в [их] умах» и избежать сочинения искусственно звучащих песен. Мэнсон выступил сопродюсером альбома вместе с инженером-микшером Дэйвом Сэрди, в то время как Бону Харрису из EBM-группы Nitzer Ebb приписывают программирование и предпродакшн-редактирование. Экспериментальные звуковые эффекты и акустические песни были записаны с использованием живых инструментов Навыки программирования Харриса окажутся неоценимыми в процессе записи, поскольку он возьмёт естественные звуки, которые записывала группа, и восстановит их в обработанные фоновые эффекты. Мэнсон также объяснил, что акустические песни были «акустическими» в том смысле, что они не были записаны с помощью электронных инструментов, но он сказал, что звуковой ландшафт альбома будет «внутренне электронным».
16 декабря 1999 года Мэнсон объявил, что альбом выходит под рабочим названием In the Shadow of the Valley of Death и что его лого будет алхимическим символом меркурия. Расширяя связь символа с концепцией альбома, Мэнсон сказал, что «Он представляет как андрогина, так и prima materia, которая была связана с Адамом, первым человеком». Группа провела значительное время в студии Mansion, где будет записана большая часть живых барабанов Джинджера Фиша, с её пещеристыми комнатами, особенно подходящими для записи перкуссии. 23 февраля 2000 года Мэнсон выступил с 20-минутной лекцией по спутниковой связи на конференции по текущим событиям «DisinfoCon 2000», направленной на разоблачение дезинформации, в которой он задал вопрос: «Белые подростки, почему они сумасшедшие? Они белые. Они испорчены. Это потому, что они знают, что Америка — врёт? … Неужели развлечения для взрослых убивают наше чадо? Или их убийство развлекает взрослых?» Шесть дней спустя было объявлено, что их предстоящий альбом был переименован в Holy Wood (In the Shadow of the Valley of Death). К апрелю альбом находился на завершающей стадии записи, и Мэнсон начал публиковать кадры группы из студии.

### Роман и фильм
Амбиции Мэрилина Мэнсона по проекту изначально включали в себя одноимённый фильм, в котором исследовалась предысторию альбома. В июле 1999 года он, как сообщается, начал переговоры с кинокомпанией New Line Cinema о производстве и распространении фильма и саундтрека к нему. На церемонии MTV Europe Music Awards 1999 года в городе Дублине (где группа выступила 11 ноября) Мэнсон раскрыл название фильма и свои производственные планы. Он также встретился с чилийским режиссёром-авангардистом Алехандро Ходоровски на мероприятии, чтобы обсудить работу над фильмом, хотя окончательное решение не было принято. К 29 февраля 2000 года сделка была сорвана, когда у Мэнсона были оговорки, что New Line Cinema будут снимать фильм в направлении, которое не «сохранило бы его художественное видение».
Отказавшись от своей попытки вывести Holy Wood на экран, Мэнсон объявил о планах опубликовать две книги, сопровождающие альбом. Первым был «графический и фантасмагорический» роман, предназначенный для выпуска вскоре после альбома ReganBooks (подразделение HarperCollins). Стиль романа был вдохновлён Уильямом С. Берроузом, Куртом Воннегутом, Олдосом Хаксли и Филиппом К. Дик, и за ним последует изображение книги на журнальном столике, созданная специально для проекта. В интервью Мэнсону в декабре 2000 года писатель Чак Паланик упомянул роман «Holy Wood» (должен выйти весной 2001 года) и похвалил его стиль. Ни одна из книг не была выпущена, как сообщается, из-за издательского спора.

## Концепция и темы
«Священный лес» - это даже не то, чтобы большая гипербола Америки, - это место, где некролог - это ещё один заголовок. Где, если вы умрёте и это увидело достаточное количество людей, вы становитесь знаменитым.
 Мэрилин Мэнсон охарактеризовал Holy Wood как «объявление войны». Сюжет альбома — это притча, которая, по заверению журнала Rolling Stone, является полуавтобиографической. Хотя Holy Wood можно рассматривать на нескольких уровнях, Мэнсон сказал, что его интерпретация проста и заключается в том, чтобы рассматривать её как историю об идеалистическом человеке, революция которого коммерциализируется, что приводит его к «разрушению того, что он создал, что является им же». Всё это происходит в тонко завуалированной сатире современной Америки под названием «Holy Wood», которую Мэнсон описал как парк развлечений Дисней, размером с город, где основными достопримечательностями являются смерть и насилие, и где потребительство доведено до своей логической крайности. Его литературный фон — это «Долина Смерти», которая используется как «метафора для изгоев и несовершенства мира».
Центральным персонажем является протагонист Адам Кадмон — имя, взятое из Каббалы, означающее «первоначальный человек». История следует за ним, когда он отправляется на поиски лучшей жизни из Долины Смерти и в Священный лес. Разочарованный тем что он находит, Адам готовит контркультурную революцию, для того чтобы узурпировать и кооптировать культуру потребительства Священного леса, но вместо этого он находит себя присвоенным как идеологию «Празднества» (англ. "Celebritarianism") Священного леса: идеология, в которой слава является основной моральной ценностью религии, глубоко укоренённой в поклонении знаменитостям и мученичестве; где мёртвые знаменитости почитаются как святые, а Джон Ф. Кеннеди олицетворение современного Иисуса. Религия Священного леса параллельна христианству, поскольку она сопоставляет феномен мёртвой знаменитости в американской культуре с распятием Христа.
Фраза «оружие, бог и правительство» (англ. Guns, God and Government) в альбоме повторяется несколько раз. Предполагается, что это основная причина насилия, и в альбоме рассматривается роль американского консерватизма в массовом убийстве в школе «Колумбайн»: в частности, их пропаганда культуры оружия, неадекватности традиционных семейных ценностей, склонность правых политиков к войне и правых христиан к моральной панике. Это прославление насилия в основной американской культуре является центральной темой пластинки. В основной части альбома анализируется роль Иисуса Христа в культуре, в частности мнение Мэнсона о том, что образ его распятия был первоисточником известности. Мэрилин Мэнсон сказал, что, хотя его предыдущая работа противоречила содержанию Библии, для Holy Wood он искал вещи в Библии, к которым альбом мог относиться. Он высказал мнение о том, что Христос был революционной фигурой — человеком, который был убит за опасные взгляды, и чей имидж был впоследствии эксплуатирован и продан для финансовой выгоды такими организациями, как Ватикан.
Смерть Христа также сравнивается с фильмом Абрахама Запрудера об убийстве Джона Ф. Кеннеди, который Мэнсон называл «единственное, что произошло в наше время, что сравнимо с распятием». В детстве он видел фильм много раз и сказал, что это самая жестокая вещь, которую он когда-либо видел. Джон Леннон также упоминается в альбоме, как убитая икона. Во время записи Holy Wood Мэнсон увлёкся альбомом 1968 года группы The Beatles из-за его предполагаемой роли во вдохновлении убийств «Семьи» Чарльза Мэнсона и параллелей, которые он наблюдал между этим инцидентом и Колумбайном, говоря следующее: «Насколько я знаю, это первый рок-н-ролльный альбом, который был обвинён и связан с насилием.
Когда вы пишите надпись „Helter Skelter“ кровью на чьей-то стене (взятый из одноимённой песни Битлз), это немного более обидно, чем всё то, в чём меня обвиняли».

## Композиция и стиль
Мэрилин Мэнсон заявлял в предрелизном интервью для журнала Kerrang!, что этот альбом будет одним из самых тяжёлых, которые группа записала на сегодняшний день. Holy Wood сочетает в себе глэм-роковое влияние Mechanical Animals с индастриал-роковым-звучанием более ранних работ группы. Он также назвал пластинку «высокомерной в смысле арт-рока» и сказал, что в результате лирического содержания большинство песен содержали три или четыре отдельные части, хотя группа очень старалась избегать «потакания своим желаниям». Вокалист также сказал, что пластинка должна была стать «индустриальным Белым альбомом», и что он написал Holy Wood в том же доме, где группа Rolling Stones написали свой сингл 1970 года «Let It Bleed» — ещё один источник вдохновения.
Как и Antichrist Superstar до него, Holy Wood использует структуру песенного цикла, разделяя альбом на четыре части. Эти части называются: A: In the Shadow (с англ. — «А: В тени»), D: The Androgyne (с англ. — «Д: Андрогин»), A: Of Red Earth (с англ. — «А: От красной земли») и M: The Fallen (с англ. — «М: Падшие»). Мэнсон описал запись как «заключительную часть триптиха, которую я начал с Antichrist Superstar». Несмотря на то, что это был последний из трёх альбомов, которые будут выпущены, Мэнсон объяснил, что сюжетная линия триптиха происходит в обратном хронологическом порядке; Holy Wood положил начало истории, а Mechanical Animals и Antichrist Superstar были продолжениями. Сюжетная линия разворачивается в многоуровневой серии метафор и аллюзий; например, название альбома относится не только к знаку Голливуда, но и к «дереву познания, с которого Адам сорвал первый плод и пал на Землю из Рая, а также к дереву, на котором был распят Христос, дереву, из которого сделана винтовка Освальда и дереву, из которого сделано так много гробов».

### A: In the Shadow
«GodEatGod» — открывающая песня на пластинке. Он начинается со звука затвора в фокальной плоскости в слоумо, запечатлевающей выстрелы, раздающиеся на заднем плане среди кричащих зрителей, прежде чем перейти к песне. В песне используются клавишные, синтезаторы и синтезаторный бас. «The Love Song» была описана Мэнсоном как «Роман между Америкой и оружием», и её название возникло из его наблюдения, что «Love Song» — одно из самых распространённых названий в музыке. Текст песни составлен вокруг тщательно продуманной метафоры об оружии. Мэнсон объяснил: «В тексте песни я намекал на то, что отец — это рука, мать — пистолет, а дети — пули. Куда вы их выпускаете — это ваша ответственность как родителей». Припев представляет собой риторический вариант популярной американской наклейки на бампер: «Любите ли вы своего Бога, оружие, правительство?» в Kerrang! описали «The Fight Song» как «панк-гимн для детской площадки», а Мэнсон рассказал, что её темой является желание Адама быть частью Holy Wood, сказав, что речь идёт о «человеке, который всю свою жизнь рос, думая, что трава зеленее на другой стороне, но когда он, наконец, добрался туда, он понимает, что там хуже, чем откуда он родом». «Disposable Teens» — это «фирменная песня Мэрилина Мэнсона» с подпрыгивающим гитарным риффом, состоящим из стаккато-артикуляции. Его тексты сопоставляют бесправие современной молодёжи-миллениалов с революционным идеализмом поколения их родителей бэби-бумеров. Влияние The Beatles очевидно в этой песне; припев перекликается с разочарованием в «Revolution 1» из их Белого альбома.

### D: The Androgyne
Мэнсон выделил «Target Audience (Narcissus Narcosis)» как свою любимую песню в альбоме и сказал, что она описывает стремление каждого человека к самореализации. В песне присутствует оптиган, и её двигают фланжерные арпеджированные аккорды, переходящие в тяжёлые гитарные «пыхтения» и изгибание струн во время припева. В Drowned in Sound описали песню на пластинке как «сияющий момент». «„President Dead“» — песня под гитару, демонстрирующая технические навыки гитариста Джона 5; она была сочинена Джоном 5, Твигги Рамирезом и Мадонной Уэйн Гейси. Мэнсон также играет в этой песне на меллотроне. Она начинается с фрагмента радиопередачи Дона Гардинера на ABC News, в которой сообщается о смерти Джона Ф. Кеннеди. Песня длится 3 минуты и 13 секунды, что является намеренной нумерологической отсылкой к «кадру 313» фильма Запрудера — кадру, отображающему момент попадания пули в голову, убившим Кеннеди. «In the Shadow of the Valley of Death» — это интроспективная песня, в которой Адам наиболее эмоционально уязвим. Песня разделена на две части. Первая часть состоит из семплов и «мёртвых луп» поверх простого бренчания акустической гитары фирмы Gibson Джона 5 1952 года выпуска, которые уступают место бас-гитаре и барабанам поверх щипковых аккордов во второй части. «Cruci-Fiction in Space» далее исследует американскую оружейную культуру, постулируя, что американцы пошли альтернативным эволюционным путём; от обезьян к мужчинам и огнестрельному оружию. Его композиция медленная, но тяжёлая — лишённая «скорости или замысловатости». В нём есть смешанный тактовый размер барабанного ритма в середине 8 в такте 4/4 с двумя дополнительными восьмыми нотами в конце; «это не начинается на 4/4, это не заканчивается на 4/4, так что это сбивает с толку». «A Place in the Dirt» — ещё одна личная песня, характеризующаяся самоанализом Адамом своего места в Holy Wood.

### A: Of Red Earth
«The Nobodies» — это скорбная, элегическая панихида, построенная на клавесиновой электронике и синтезированных барабанах. Его название взято из цитаты Марка Дэвида Чепмена. В куплете «Today I am dirty and I want to be pretty, tomorrow I’ll know that I’m just dirt» звучит вокал в стиле Игги Попа, переходящий в припев «подпитываемый адреналином». CMJ отметил, что песня может быть истолкована как дань уважения стрелкам из Колумбайна, но её смысл не заключался в прославлении насилия; скорее, это было сделано для того, чтобы изобразить общество, залитое кровью своих детей. «The Death Song» — поворотный момент для Адама; ему теперь всё равно. Мэнсон описал песню как саркастическую и нигилистическую: «Это как „У нас нет будущего, и нам насрать“». Kerrang! описал её как одну из самых тяжёлых песен альбома. Бридж «Lamb of God» перефразирует припев «Across the Universe» (из альбома The Beatles 1970-х годов Let It Be), чей текст «Nothing’s gonna change my world» вдохновил песню. Мэнсон уточнил это: «Появился Марк Дэвид Чэпмен и доказал, что он сильно ошибался. В детстве это всегда было чем-то очень печальным и трагичным для меня». В песне убийства Джона Ф. Кеннеди и Джона Леннона используются для критики почитания смерти средствами массовой информации и превращения трагедии в телевизионное зрелище. Композиция перегружена клавишными и оснащена разнообразными инструментами, начиная от фортепиано, мини-пианино, колонки Лесли и нескольких синтезаторов. Для его ритмических и акустических гитарных партий были использованы необычные методы записи. «Born Again» — вторая песня на пластинке, в которой используется синтезаторный бас, и единственная, кроме «The Nobodies», в которой используется драм-машина. Гитарные партии песни были написаны Рамиресом и дополнены вкладом Джона 5. «Burning Flag» — это громкая хэви-метал песня, напоминающая по звучанию на американскую индастриал-метал группу Ministry.

### M: The Fallen
Рамирес и Джон 5 сотрудничали над гитарными композициями для «Coma Black»; в песне чередуются «искажённая гитара» Рамиреса и фазовая гитара, используемая Джоном 5, при этом Мэнсон обеспечивает дополнительную поддержку ритм-гитары. Альбом заканчивается взаимосвязанной группой песен: «Valentine’s Day», «The Fall of Adam», «King Kill 33°» и «Count to Six and Die (The Vacuum of Infinite Space Encompassing)», каждая из которых внезапно заканчивается, а затем сразу же следует вступление к продолжающейся песне. «Valentine’s Day» была написана Рамиресом и Мэнсоном, и в ней Гейси играет на меллотроне — второй раз, когда этот «эксцентричный» инструмент появляется на пластинке. Джон 5 записал гитарные партии для «The Fall of Adam» под проливным дождём в попытке добиться уникального звучания и намеренно неправильно настроил свой Gibson для вступления песни, чтобы «добиться более сладкого звучания». Бон Харрис записал фортепианную партию для финальной песни «Count to Six and Die (The Vacuum of Infinite Space Encompassing)», в то время как Гейси сменил свой меллотрон в этой песне в пользу струнного синтезатора. Песня заканчивается клиффхэнгером; она заканчивается звуком одиночной пули, загружаемой в револьвер на фоне отдалённого фейерверка, за которым следует многократное вращение зарядника. Его курок взводится шесть раз, хотя на спусковой крючок нажимается всего пять раз. Результат шестого и последнего курка остаётся на усмотрение слушателя.

## Список композиций
Автор текстов песен — Мэрилин Мэнсон. Композиторы указаны в скобках.
| №  | Название                                 | Длительность |
| -- | ---------------------------------------- | ------------ |
| 1. | «GodEatGod» (Мэрилин Мэнсон)             | 2:34         |
| 2. | «The Love Song» (Твигги Рамирез, John 5) | 3:16         |
| 3. | «The Fight Song» (5)                     | 2:55         |
| 4. | «Disposable Teens» (5, Рамирез)          | 3:01         |

| №  | Название                                            | Длительность |
| -- | --------------------------------------------------- | ------------ |
| 5. | «Target Audience (Narcissus Narcosis)» (Рамирез, 5) | 4:18         |
| 6. | «"President Dead"» (Рамирез, 5, Мадонна Уэйн Гейси) | 3:13         |
| 7. | «In the Shadow of the Valley of Death» (Рамирез, 5) | 4:09         |
| 8. | «Cruci-Fiction in Space» (Рамирез, 5, Гейси)        | 4:56         |
| 9. | «A Place in the Dirt» (5)                           | 3:37         |

| №   | Название                         | Длительность |
| --- | -------------------------------- | ------------ |
| 10. | «The Nobodies» (Мэнсон, Рамирез) | 3:35         |
| 11. | «The Death Song» (5, Мэнсон)     | 3:29         |
| 12. | «Lamb of God» (Рамирез)          | 4:39         |
| 13. | «Born Again» (Рамирез, 5)        | 3:20         |
| 14. | «Burning Flag» (Рамирез, 5)      | 3:21         |

| №                   | Название                                                               | Длительность |
| ------------------- | ---------------------------------------------------------------------- | ------------ |
| 15.                 | «Coma Black» (Мэнсон, 5, Рамирез)                                      | 5:58         |
| 16.                 | «Valentine's Day» (Рамирез, Мэнсон)                                    | 3:31         |
| 17.                 | «The Fall of Adam» (Рамирез, 5)                                        | 2:34         |
| 18.                 | «King Kill 33º» (Рамирез)                                              | 2:18         |
| 19.                 | «Count to Six and Die (The Vacuum of Infinite Space Encompassing)» (5) | 3:24         |
| Общая длительность: | Общая длительность:                                                    | 68:07        |

| №                   | Название                                      | Длительность |
| ------------------- | --------------------------------------------- | ------------ |
| 20.                 | «The Nobodies (Acoustic Version)» (Мэнсон, 5) | 3:35         |
| Общая длительность: | Общая длительность:                           | 71:42        |

| №                   | Название                                       | Длительность |
| ------------------- | ---------------------------------------------- | ------------ |
| 21.                 | «Mechanical Animals (Live)» (Рамирез, Зим Зам) | 4:41         |
| Общая длительность: | Общая длительность:                            | 76:23        |

- Примечание: композиция «Coma Black» на задней стороне обложки альбома делится на две части: a) «Eden Eye» и b) «The Apple of Discort»[92].

## Участники записи
| Marilyn Manson - Мэрилин Мэнсон — аранжировщик, вокал, продюсер, арт-директор, концепция, меллотрон, distorted flute, синт-бас, клавишные, фортепиано, pianette, атмосфера, электроклавесин, ритм гитара - Твигги Рамирез — бас, гитара (ритм, соло, искажённая), клавишные - Джон 5 — гитара (электро, акустика, ритм, синтезаторная, слайд, фаза) - Мадонна Уэйн Гейси — синтезаторы, атмосфера, клавишные, семплы, синт бас, синт струнные, меллотрон - Джинджер Фиш — ударные (в живую, драм-машина), death & siren лупы, клавишные | Остальной персонал - Бон Харрис — синтезаторы, программирование, пре-продакшн, organic drums, бас, клавишные, «Incest Hi-hat», колокольчики, манипуляции, фортепиано - Поли Норсфилд — дополнительный инженер - Дэйв Шарди — продюсер, синтезаторы, программирование ударных, noise-ритм гитара, «Pills» - Пол Браун — арт-директор, дизайн, фотр - Грэг Фидэлмэн — инженер, all Pro-Tools - Ник Раскуленич, Джо Зук, Кевин Гарнери — ассистенты инженера - Дэнни Сэбер — дополнительные лупы - Алекс Саттл — бэк-вокал |

### Комментарии
1. ↑  где изобиловали грабежи и изнасилования.
2. ↑  концерт Rolling Stones в 1969, где «Ангелы ада» убили зрителя.
3. ↑  Джон 5 комментирует: "Вместо того, чтобы пойти в обычную студию, мы арендовали особняк Гудини в Лорел-Каньоне. Мы привезли старомодный аналоговый магнитофон и винтажную консоль Neve для трекинга, а также использовали Pro Tools для редактирования"[56].
4. ↑  Джинджер Фиш приписывал Сэрди, что он познакомил его с превосходным методом записи барабанов: "Сэрди был противоположностью тому, к чему я привык [...] получать отличный звук барабанов. Работая с Майклом Бейнхорном [над Mechanical Animals] и другими людьми в прошлом, мне говорили: "Бей сильнее, бей сильнее, бей сильнее". Чем сильнее вы ударяете, всё, что вы в конечном итоге делаете, - это душите барабан или ломаете голову или палку, и Сэрди клялся мне, что ударяет по барабану очень легко и [всё ещё] получает от него густой, тёплый звук. Так что в конечном итоге произошло то, что я первым делом выследил его утром. Начнём с того, что я играл очень легко и очень тихо, и чем больше я волновался, тем больше крови бежало по моим венам, и я начинал сильно бить. В середине дня, когда я начинала злиться, он прерывал меня, и мы снова начинали утром. У меня бы получилось. Я знал, к чему он клонит. Я слышал барабаны, и я знал звук, который он искал рано утром"[59].
5. ↑  Джон 5 об оборудовании, используемом во время записи: "У нас было много оборудования в студии — всякие странные вещи, которые я никогда не использовал бы вживую. Для усилителей у нас был старый европейский Davoli, несколько маршалов 70-х годов, Fender Twin, Laney и ещё несколько усилителей Orange. Ии гитар у нас было несколько гибсонов 70-х годов и двухгрифовые гитары. Но основными гитарами, использованными в альбоме, были Ibanez Мэнсона, Les Paul и Jackson RR из коллекции Твигги. Кроме того, у второго инженера был отличный Les Paul 70-х годов [...] Для эффектов, у нас были все эти старые педали Foxx и Electro-Harmonix из 70-х. Мы просто экспериментировали со всем, пока не находили идеальный звук"[56].
6. ↑  Джинджер Фиш: "Есть песня, которая очень жуткая и медленная, она начинается с "мёртвых луп", звучит так, будто ты поджариваешь ребёнка на сковороде. И всё такое прочее. Я многое беру из окружения, в котором нахожусь. Всё, что напоминает мне о звуке или ритме, я переделаю со звуком и помещаю во временные отрезки. Так что, просто ускоряя и замедляя процесс, вы можете придать ему текстуру или ритм"[85].
7. ↑  Джон 5: "Для «Lamb of God» мы использовали гитару очень необычным образом. Вокруг меня было установлено около семи микрофонов, а затем ещё больше микрофонов было установлено вокруг гитары. Там было так много микрофонов, что я не мог сдвинуться ни на дюйм. Чтобы сделать всё ещё хуже, они накрыли меня этим большим одеялом, чтобы приглушить звук. Там было так жарко, что я вспотел и не мог дышать. Я знал, что мне нужно будет сыграть роль правильно, иначе я умру, если мне придётся продолжать делать это заново. К счастью, мне удалось быстро свернуть с трассы".[86].
8. ↑  Джон 5: "Я использовал несколько открытых настроек для определённых партий. В «Godeatgod» я использовал очень странную настройку — от низкого к высокому B, D, Ре, G, B, E, а для вступления «The Fall of Adam» я настроил от низкого к высокому — F, A, F, Ab, C, F. Поиграв во многих кантри-группах я узнал, что альтернативные настройки иногда звучат лучше, потому что струны звучат на определённых аккордах и производят более приятный звук".[86].